# Tetrastylidium grandifolium
Tetrastylidium grandifolium är en tvåhjärtbladig växtart som först beskrevs av Henri Ernest Baillon, och fick sitt nu gällande namn av Herman Otto Sleumer. Tetrastylidium grandifolium ingår i släktet Tetrastylidium och familjen Strombosiaceae. Inga underarter finns listade i Catalogue of Life.